# Cheikhou Ndiaye
Cheikhou Omar Ndiaye (Kaolack, 25 gennaio 2002) è un calciatore senegalese, difensore del Seraing e della nazionale senegalese.

## Carriera

### Club
Cresciuto nel Génération Foot, il 29 agosto 2023 è stato acquistato a titolo definitivo dal Seraing. Ha debuttato quattro giorni dopo nell'incontro di Tweede klasse pareggiato 1-1 contro l'Ostenda.

### Nazionale
Ha giocato nella nazionale senegalese Under-17.
È stato convocato dal Senegal per disputare la Coppa COSAFA 2022 ed il Campionato delle nazioni africane 2022.

## Statistiche

### Presenze e reti nei club
Statistiche aggiornate al 24 novembre 2023.
| Stagione        | Squadra         | Campionato      | Campionato | Campionato | Coppe nazionali | Coppe nazionali | Coppe nazionali | Coppe continentali | Coppe continentali | Coppe continentali | Altre coppe | Altre coppe | Altre coppe | Totale | Totale | Totale |
| Stagione        | Squadra         | Comp            | Pres       | Reti       | Comp            | Pres            | Reti            | Comp               | Pres               | Reti               | Comp        | Pres        | Reti        | Pres   | Reti   |        |
| --------------- | --------------- | --------------- | ---------- | ---------- | --------------- | --------------- | --------------- | ------------------ | ------------------ | ------------------ | ----------- | ----------- | ----------- | ------ | ------ | ------ |
| 2023-2024       | Seraing         | D2              | 8          | 0          | CB              | 0               | 0               |                    | -                  | -                  |             | -           | -           | 8      | 0      |        |
| Totale carriera | Totale carriera | Totale carriera | 8          | 0          |                 | 0               | 0               |                    | -                  | -                  |             | -           | -           | 8      | 0      |        |

### Cronologia presenze e reti in nazionale
| Cronologia completa delle presenze e delle reti in nazionale ― Senegal | Cronologia completa delle presenze e delle reti in nazionale ― Senegal | Cronologia completa delle presenze e delle reti in nazionale ― Senegal | Cronologia completa delle presenze e delle reti in nazionale ― Senegal | Cronologia completa delle presenze e delle reti in nazionale ― Senegal | Cronologia completa delle presenze e delle reti in nazionale ― Senegal | Cronologia completa delle presenze e delle reti in nazionale ― Senegal | Cronologia completa delle presenze e delle reti in nazionale ― Senegal |
| Data                                                                   | Città                                                                  | In casa                                                                | Risultato                                                              | Ospiti                                                                 | Competizione                                                           | Reti                                                                   | Note                                                                   |
| ---------------------------------------------------------------------- | ---------------------------------------------------------------------- | ---------------------------------------------------------------------- | ---------------------------------------------------------------------- | ---------------------------------------------------------------------- | ---------------------------------------------------------------------- | ---------------------------------------------------------------------- | ---------------------------------------------------------------------- |
| 13-7-2022                                                              | Durban                                                                 | Senegal                                                                | 1 – 1 dts (10 – 9 dtr)                                                 | eSwatini                                                               | Coppa COSAFA 2022 - Quarti di finale                                   | -                                                                      |                                                                        |
| 15-7-2022                                                              | Durban                                                                 | Zambia                                                                 | 4 – 3                                                                  | Senegal                                                                | Coppa COSAFA 2022 - Semifinale                                         | -                                                                      |                                                                        |
| 14-1-2023                                                              | Annaba                                                                 | Costa d'Avorio                                                         | 0 – 1                                                                  | Senegal                                                                | Campionato delle nazioni africane 2022 - 1º turno                      | -                                                                      |                                                                        |
| 18-1-2023                                                              | Annaba                                                                 | Senegal                                                                | 0 – 1                                                                  | Uganda                                                                 | Campionato delle nazioni africane 2022 - 1º turno                      | -                                                                      |                                                                        |
| 22-1-2023                                                              | Annaba                                                                 | Senegal                                                                | 3 – 0                                                                  | RD del Congo                                                           | Campionato delle nazioni africane 2022 - 1º turno                      | -                                                                      |                                                                        |
| 27-1-2023                                                              | Annaba                                                                 | Senegal                                                                | 1 – 0                                                                  | Mauritania                                                             | Campionato delle nazioni africane 2022 - Quarti di finale              | -                                                                      |                                                                        |
| 31-1-2023                                                              | Baraki                                                                 | Senegal                                                                | 1 – 0                                                                  | Madagascar                                                             | Campionato delle nazioni africane 2022 - Semifinale                    | -                                                                      |                                                                        |
| 4-2-2023                                                               | Baraki                                                                 | Algeria                                                                | 0 – 0 dts (5 – 4 dtr)                                                  | Senegal                                                                | Campionato delle nazioni africane 2022 - Finale                        | -                                                                      |                                                                        |
| 9-9-2023                                                               | Butare                                                                 | Ruanda                                                                 | 1 – 1                                                                  | Senegal                                                                | Qual. Coppa d'Africa 2023                                              | -                                                                      |                                                                        |
| Totale                                                                 |                                                                        | Presenze                                                               | 9                                                                      |                                                                        | Reti                                                                   | 0                                                                      |                                                                        |

## Palmarès

### Club

#### Competizioni nazionali
- Campionato senegalese: 1

Génération Foot: 2018-2019

### Nazionale
- Campionato delle nazioni africane: 1

Algeria 2022